# Grappenhall and Thelwall
Grappenhall and Thelwall è un villaggio e parrocchia civile dell'Inghilterra, appartenente alla contea del Cheshire.